# World Series of Poker 2005
2005 års World Series of Poker pokerturnering började turnera den 2 juni och fortsatte med Main Event, med start den 7 juli och målgång 15 juli. Prispotten för huvudeventet var den största någonsin det året, med en förstaplats på $7 500 000.

ESPN började sända WSOP-turnén (WSOP Circuit Tournament) den 19 juli och Main Event den 11 oktober.
Alla tävlingar hölls på Rio All Suite Hotel and Casino förutom de två sista dagarna i huvudtävlingen, vilka hölls på Binion's Horseshoe Casino. Det var sista gången finalen hölls på Binion's Horseshoe.

## Inledande event
| Event                                   | Vinnare           | Pris (USD) | Tvåa                  |
| --------------------------------------- | ----------------- | ---------- | --------------------- |
| $500 Casino Employee's No Limit Hold'em | Andy Nguyen       | $83 390    | Danilo Flores         |
| $1 500 No Limit Hold'em                 | Allen Cunningham  | $725 405   | Scott Fischman        |
| $1 500 Pot Limit Hold'em                | Thom Werthmann    | $369 535   | Layne Flack           |
| $1 500 Limit Hold-em                    | Eric Froehlich    | $361 910   | Jason Steinhorn       |
| $1 500 Omaha Hi-Lo Split                | Patrick Poels     | $270 100   | John Lukas            |
| $2 500 Short-Handed No Limit Hold'em    | Isaac Galazan     | $315 125   | Harry Demetriou       |
| $1 000 No Limit Hold'Em                 | Michael Gracz     | $594 460   | C. T. Law             |
| $1 500 Seven-Card Stud                  | Cliff Josephy     | $192 150   | Kirill Gerasimov      |
| $2 000 No Limit Hold 'Em                | Erik Seidel       | $611 795   | Cyndy Violette        |
| $2 000 Limit Hold'em                    | Reza Payvar       | $303 610   | Toto Leonidas         |
| $2 000 Pot Limit Hold'Em                | Edward Moncada    | $298 070   | Steven Hudak          |
| $2 000 Pot Limit Omaha                  | Josh Arieh        | $381 600   | Chris Ferguson        |
| $5 000 No Limit Hold'Em                 | T. J. Cloutier    | $657 100   | Steve Zoine           |
| $1 000 Seven Card Stud Hi-Lo Split      | Steve Hohn        | $156 985   | Mike Wattel           |
| $1 500 Limit Hold' Em Shootout          | Mark Seif         | $181 330   | William Shaw          |
| $1 500 No-Limit Hold'em Shootout        | Anthony Reategui  | $269 100   | Paul Kroh             |
| $2 500 Limit Hold 'Em                   | Quinn Do          | $265 975   | Qi Chi Chang          |
| $1 500 Pot Limit Omaha                  | Barry Greenstein  | $128 505   | Paul Vinci            |
| $2 000 Seven-Card Stud Hi-Lo Split      | Denis Ethier      | $160 682   | Chad Brown            |
| $5 000 Pot Limit Hold 'Em               | Brian Wilson      | $370 685   | John Gale             |
| $2 500 Omaha Hi-Lo Split                | Todd Brunson      | $255 945   | Allen Kessler         |
| $1 500 No Limit Hold'em                 | Mark Seif         | $611 145   | Minh Nguyen           |
| $5 000 Seven-Card Stud                  | Jan Vang Sørensen | $293 275   | Keith Sexton          |
| $2 500 No Limit Hold'em                 | Farzad Bonyadi    | $594 960   | Lars Bonding          |
| $2 500 Pot Limit Hold'Em                | Johnny Chan       | $303 025   | Phil Laak             |
| $5 000 Pot Limit Omaha                  | Phil Ivey         | $635 603   | Robert Williamson III |
| $1 000 Ladies' No Limit Hold'em         | Jennifer Tilly    | $158 335   | Anh Le                |
| $5 000 Limit Hold'em                    | Dan Schmiech      | $404 585   | Gabe Kaplan           |
| $2 000 No Limit Hold 'Em                | Lawrence Gosney   | $483 195   | Jarl Lindholt         |
| $1 500 Seven-Card Razz                  | O'Neil Longson    | $125 690   | Bruno Fitoussi        |
| $5 000 Short-Handed No Limit Hold'em    | Doyle Brunson     | $367 800   | Minh Ly               |
| $5 000 Omaha Hi-Lo Split                | David Chiu        | $347 410   | Russell Salzer        |
| $3 000 No Limit Hold'em                 | Andre Boyer       | $682 810   | Matthew Glantz        |
| $1 000 Seniors' No Limit Hold'em        | Paul McKinney     | $202 725   | Robert Hume           |
| $10 000 Pot Limit Omaha                 | Rafi Amit         | $511 835   | Vinny Vinh            |
| $3 000 Limit Hold'em                    | Todd Witteles     | $347 385   | Daryl Mixan           |
| $1 000 No Limit Hold'em                 | Jiang Chen        | $611 015   | Paul Deng             |
| $5 000 No Limit 2 to 7 Draw Lowball     | David Grey        | $365 135   | John Hennigan         |
| Media/Celebrity Charity Event           | Randy Boman       | $10 000    | Jake Witcher          |
| $1 500 No Limit Hold'em                 | Ron Kirk          | $321 520   | Adam White            |
| $1 000 No Limit Hold'em                 | John Pires        | $220 935   | Eli Balas             |
| $1 000 No Limit Hold'em                 | Willie Tann       | $188 335   | Matthew Smith         |

## Main Event
5 619 stycken deltog i Main Event. Varje deltagare betalade $10 000 för att delta i vad som då var den största pokerturneringen någonsin. Många deltagare hade kvalat in via nätpoker.

### Finalbordet
| Placering | Namn             | Pris       |
| --------- | ---------------- | ---------- |
| 1         | Joe Hachem       | $7 500 000 |
| 2         | Steve Dannenmann | $4 250 000 |
| 3         | John "Tex" Barch | $2 500 000 |
| 4         | Aaron Kanter     | $2 000 000 |
| 5         | Andrew Black     | $1 750 000 |
| 6         | Scott Lazar      | $1 500 000 |
| 7         | Daniel Bergsdorf | $1 300 000 |
| 8         | Brad Kondracki   | $1 150 000 |
| 9         | Mike Matusow     | $1 000 000 |